# 히메나 바론
히메나 바론(Jimena Barón, 1987년 5월 24일 ~ )은 아르헨티나의 배우, 가수이다. J 메나(J Mena)로도 잘 알려져있다.

## 음반 목록
- La Tonta (2017)
- La Cobra (2019)